# كليرلاكي (كاليفورنيا)
كليرلاكي (بالإنجليزية: Clearlake )‏ هي إحدى مدن مقاطعة لاكي، كاليفورنيا. تم إعطاءها لقب مدينة في 14 نوفمبر، 1980.

## التركيبة السكانية
حدّد مكتب تعداد الولايات المتحدة بيانات التركيبة السكانية لكليرلاكي في تعداد الولايات المتحدة. في ما يلي، التركيبة السكانية حسب تعدادي 2000 و2010.

### تعداد عام 2000
بلغ عدد سكان كليرلاكي 13,142 نسمة بحسب تعداد عام 2000، وبلغ عدد الأسر 5,532 أسرة وعدد العائلات 3,312 عائلة مقيمة في المدينة. في حين سجلت الكثافة السكانية 479.6 نسمة لكل كيلومتر مربع (1,242.2/ميل2). وبلغ عدد الوحدات السكنية 7,605 وحدة بمتوسط كثافة قدره 277.6 لكل كيلومتر مربع (719.0/ميل2).
وتوزع التركيب العرقي للمدينة بنسبة 82.35% من البيض و5.20% من الأمريكيين الأفارقة و2.69% من الأمريكيين الأصليين و1.13% من الأمريكيين ذوي الأصول الآسيوية و0.16% من سكان جزر المحيط الهادئ و3.65% من الأعراق الأخرى و4.80% من عرقين مختلطين أو أكثر و11.03% من الهسبانيون أو اللاتينيون من أي عرق.
بلغ عدد الأسر 5,532 أسرة كانت نسبة 30.8% منها لديها أطفال تحت سن الثامنة عشر تعيش معهم، وبلغت نسبة الأزواج القاطنين مع بعضهم البعض 38.1% من أصل المجموع الكلي للأسر، ونسبة 15.7% من الأسر كان لديها معيلات من الإناث دون وجود شريك، بينما كانت نسبة 6.1% من الأسر لديها معيلون من الذكور دون وجود شريكة وكانت نسبة 40.1% من غير العائلات. تألفت نسبة 32.9% من أصل جميع الأسر من عدة أفراد يعيشون في نفس المنزل ونسبة 16.1% كانت تتألف من شخص يعيش بمفرده يبلغ من العمر 65 عاماً أو أكثر. وبلغ متوسط حجم الأسرة المعيشية 2.35، أما متوسط حجم العائلات فبلغ 2.96.
بلغ العمر الوسطي للسكان 41.1 عاماً. وكانت نسبة 25.7% من القاطنين تحت سن الثامنة عشر، وكانت نسبة 6.6% بين الثامنة عشر والرابعة والعشرين عاماً، ونسبة 23.1% كانت واقعةً في الفئة العمرية ما بين الخامسة والعشرين والرابعة والأربعين عاماً، ونسبة 24% كانت ما بين الخامسة والأربعين والرابعة والستين، ونسبة 19.7% كانت ضمن فئة الخامسة والستين عاماً فما فوق. يوجد لكل 100 أنثى 92.4 ذكر، ويوجد لكل 100 أنثى في الثامنة عشر من عمرها فما فوق 88.4 ذكر.
بلغ متوسط دخل الأسرة في المدينة 19,863 دولارًا، أما متوسط دخل العائلة فبلغ 25,504 دولارًا. وكان متوسط دخل الذكور 24,694 دولارًا مقابل 18,207 دولارًا للإناث. وسجل دخل الفرد الخاص بالمدينة 12,538 دولارًا. وكانت نسبة 23.5% من العائلات ونسبة 28.6% من السكان تحت خط الفقر، وكان من هؤلاء نسبة 40.4% تحت سن الثامنة عشر ونسبة 8.4% في الخامسة والستين من العمر وما فوق.

### تعداد عام 2010
بلغ عدد سكان كليرلاكي 15,250 نسمة بحسب تعداد عام 2010، وبلغ عدد الأسر 5,970 أسرة وعدد العائلات 3,418 عائلة مقيمة في المدينة. في حين سجلت الكثافة السكانية 556.6 نسمة لكل كيلومتر مربع (1,441.6/ميل2). وبلغ عدد الوحدات السكنية 8,035 وحدة بمتوسط كثافة قدره 293.2 لكل كيلومتر مربع (759.4/ميل2).
وتوزع التركيب العرقي للمدينة بنسبة 73.85% من البيض و4.03% من الأمريكيين الأفارقة و2.62% من الأمريكيين الأصليين و1.06% من الأمريكيين ذوي الأصول الآسيوية و0.18% من سكان جزر المحيط الهادئ و11.84% من الأعراق الأخرى و6.43% من عرقين مختلطين أو أكثر و21.30% من الهسبانيون أو اللاتينيون من أي عرق.
بلغ عدد الأسر 5,970 أسرة كانت نسبة 31.1% منها لديها أطفال تحت سن الثامنة عشر تعيش معهم، وبلغت نسبة الأزواج القاطنين مع بعضهم البعض 32.8% من أصل المجموع الكلي للأسر، ونسبة 17% من الأسر كان لديها معيلات من الإناث دون وجود شريك، بينما كانت نسبة 7.5% من الأسر لديها معيلون من الذكور دون وجود شريكة وكانت نسبة 42.7% من غير العائلات. تألفت نسبة 31.8% من أصل جميع الأسر من عدة أفراد يعيشون في نفس المنزل ونسبة 12.4% كانت تتألف من شخص يعيش بمفرده يبلغ من العمر 65 عاماً أو أكثر. وبلغ متوسط حجم الأسرة المعيشية 2.48، أما متوسط حجم العائلات فبلغ 3.11.
بلغ العمر الوسطي للسكان 39.9 عاماً. وكانت نسبة 24% من القاطنين تحت سن الثامنة عشر، وكانت نسبة 10% بين الثامنة عشر والرابعة والعشرين عاماً، ونسبة 22.2% كانت واقعةً في الفئة العمرية ما بين الخامسة والعشرين والرابعة والأربعين عاماً، ونسبة 28.8% كانت ما بين الخامسة والأربعين والرابعة والستين، ونسبة 15% كانت ضمن فئة الخامسة والستين عاماً فما فوق. وتوزع التركيب الجنسي للسكان بنسبة 50% ذكور و50% إناث.

## المناخ
يظهر الجدول التالي التغييرات المناخية على مدار السنة لكليرلاكي:
| البيانات المناخية لـكليرلاكي      | البيانات المناخية لـكليرلاكي | البيانات المناخية لـكليرلاكي | البيانات المناخية لـكليرلاكي | البيانات المناخية لـكليرلاكي | البيانات المناخية لـكليرلاكي | البيانات المناخية لـكليرلاكي | البيانات المناخية لـكليرلاكي | البيانات المناخية لـكليرلاكي | البيانات المناخية لـكليرلاكي | البيانات المناخية لـكليرلاكي | البيانات المناخية لـكليرلاكي | البيانات المناخية لـكليرلاكي | البيانات المناخية لـكليرلاكي |
| الشهر                             | يناير                        | فبراير                       | مارس                         | أبريل                        | مايو                         | يونيو                        | يوليو                        | أغسطس                        | سبتمبر                       | أكتوبر                       | نوفمبر                       | ديسمبر                       | المعدل السنوي                |
| --------------------------------- | ---------------------------- | ---------------------------- | ---------------------------- | ---------------------------- | ---------------------------- | ---------------------------- | ---------------------------- | ---------------------------- | ---------------------------- | ---------------------------- | ---------------------------- | ---------------------------- | ---------------------------- |
| الدرجة القصوى °ف (°م)             | 76 (24)                      | 81 (27)                      | 84 (29)                      | 94 (34)                      | 101 (38)                     | 114 (46)                     | 113 (45)                     | 112 (44)                     | 111 (44)                     | 104 (40)                     | 92 (33)                      | 78 (26)                      | 114 (46)                     |
| متوسط درجة الحرارة الكبرى °ف (°م) | 55 (13)                      | 58 (14)                      | 62 (17)                      | 67 (19)                      | 75 (24)                      | 84 (29)                      | 92 (33)                      | 90 (32)                      | 85 (29)                      | 75 (24)                      | 62 (17)                      | 55 (13)                      | 72 (22)                      |
| متوسط درجة الحرارة الصغرى °ف (°م) | 32 (0)                       | 34 (1)                       | 36 (2)                       | 39 (4)                       | 45 (7)                       | 51 (11)                      | 55 (13)                      | 53 (12)                      | 49 (9)                       | 42 (6)                       | 35 (2)                       | 32 (0)                       | 42 (6)                       |
| أدنى درجة حرارة °ف (°م)           | 8 (−13)                      | 16 (−9)                      | 17 (−8)                      | 23 (−5)                      | 28 (−2)                      | 34 (1)                       | 39 (4)                       | 40 (4)                       | 30 (−1)                      | 21 (−6)                      | 19 (−7)                      | 6 (−14)                      | 6 (−14)                      |
| الهطول إنش (مم)                   | 6.45 (164)                   | 5.91 (150)                   | 4.53 (115)                   | 1.73 (44)                    | 1.13 (29)                    | .22 (5.6)                    | .02 (0.51)                   | .10 (2.5)                    | .43 (11)                     | 1.44 (37)                    | 3.51 (89)                    | 5.95 (151)                   | 31.42 (798.61)               |
| المصدر:                           |                              |                              |                              |                              |                              |                              |                              |                              |                              |                              |                              |                              |                              |

## الموقع الجغرافي
الموقع الجغرافي للمناطق المحيطة بهذه النقطة هو كالتالي: